# Roma vincit!
Roma vincit! (Título original: The Eagle's Conquest) es el segundo libro de la serie Águila, de Simon Scarrow. Esta saga narra las peripecias de un legionario (optio) llamado Cato y su colega el centurión Macro en las legiones del Imperio Romano a mediados del siglo I d. C.

## Argumento
Los legionarios Cato (optio) y Macro (centurión), al mando de la sexta centuria de la cuarta cohorte de la Legio II Augusta, continúan en la campaña de conquista de Britania formando parte del ejército del general Aulo Plautio.
Una vez cruzado el río Támesis (tras las batallas del río Medway y del río Támesis) el ejército romano debe detenerse para esperar la llegada del emperador Claudio que asumirá el mando para consumar la conquista en la batalla decisiva por la capital de los catuvellani, Camuloduno.
A la dureza de la resistencia britana se une el descubrimiento que desde Roma alguien ha estado abasteciendo de armamento al enemigo. Las sospechas recaen sobre una organización secreta llamada los Libertadores que pretenden derrocar al emperador para reinstaurar la República. Para ello, pretenden atentar contra Claudio cuando éste llegue a Britania. En realidad no son los Libertadores los que están tras estas traiciones sino el tribuno superior de la segunda legión, Vitelio, que conspira para preparar su futuro político en Roma.
Cato y Macro conseguirán impedir el atentado al emperador pero las circunstancias harán que el verdadero conspirador, Vitelio, quede como un héroe y regrese a Roma junto al emperador como su salvador.
Finalmente, la Legio II Augusta al mando del legado Vespasiano, permanece en Britania con nuevas misiones que realizar.